# Liste der Bodendenkmäler in Gerach (Oberfranken)
Auf dieser Seite sind die Bodendenkmäler in der oberfränkischen Gemeinde Gerach zusammengestellt. Diese Tabelle ist eine Teilliste der Liste der Bodendenkmäler in Bayern. Grundlage ist die Bayerische Denkmalliste, die auf Basis des Bayerischen Denkmalschutzgesetzes vom 1. Oktober 1973 erstmals erstellt wurde und seither durch das Bayerische Landesamt für Denkmalpflege geführt wird. Die folgenden Angaben ersetzen nicht die rechtsverbindliche Auskunft der Denkmalschutzbehörde.

## Bodendenkmäler in Gerach
| Lage                      | Objekt | Akten-Nr.     | Bild |
| ------------------------- | --- | ------------- | ---- |
| (Standort)                | Obertägig erkennbare Tonabbaugruben und Keramikabraumhalden der hoch- bis spätmittelalterlichen Töpferei am Lußberg | D-4-5930-0005 |      |
| Am Kirchberg 2 (Standort) | Archäologische Befunde und untertägige Teile der katholischen Kuratiekirche St. Veit von Gerach; mit Kirchhof.      | D-4-5930-0010 |      |